# Kirche Hl. Erzengel Gabriel (Molovin)

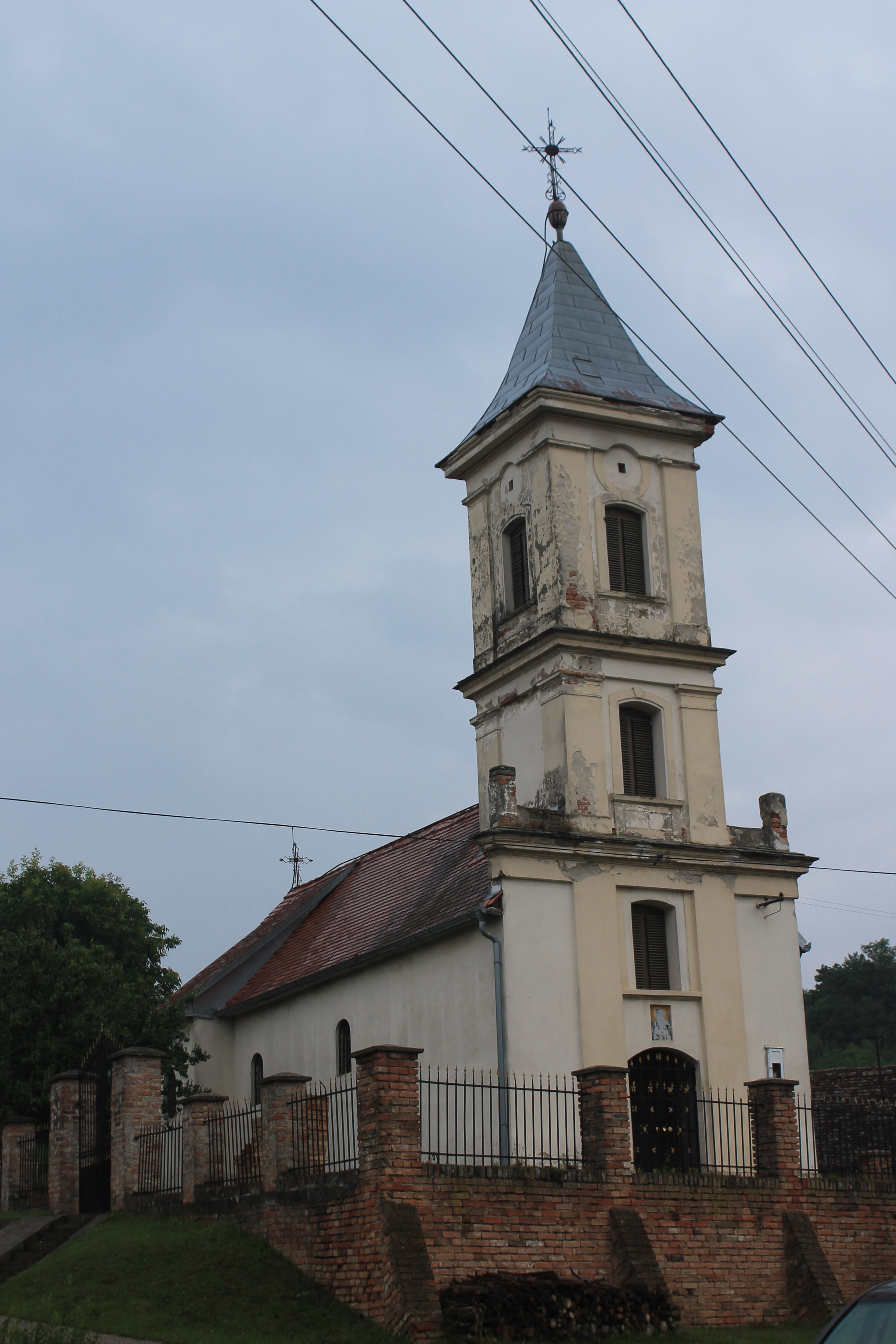
Die Kirche Hl. Erzengel Gabriel in Molovin 2018 (vor der Restaurierung)

Die Kirche Hl. Erzengel Gabriel (serbisch: Црква Светог архангела Гаврила, Crkva Svetog arhangela Gavrila) im Dorf Molovin, in der Opština Šid, ist eine serbisch-orthodoxe Kirche in der nordserbischen autonomen Provinz Vojvodina.
Das 1801 erbaute Kirchengebäude ist dem Hl. Erzengel Gabriel gewidmet und ist Pfarrkirche der Pfarrei Molovin, im Dekanat Šid, der Eparchie Srem, der Serbisch-Orthodoxen Kirche. Die Pfarrei Molovin besteht aus den drei Dörfern: Molovin, Sot und Bikić Do.
Als unbewegliches Kulturgut besitzt die Kirche den Status eines Kulturdenkmals von außerordentlicher Bedeutung und steht unter staatlichem Schutz. Das Dorf Molovin, ist wegen der künstlerisch hochwertvollen Ikonostase der Kirche weithin bekannt.

## Lage
Molovin liegt in der Landschaft des Srem, im nördlichen Teil der Opština Šid, an den nordwestlichen Hängen der Fruška Gora. Umgeben von Wäldern und Weinbergen sowie auf drei Seiten von der Grenze zur Republik Kroatien. Das Dorf ist 14 km nordöstlich der Gemeindehauptstadt Šid und 9 km südwestlich der kroatischen Stadt Ilok gelegen.
Die Kirche steht auf einer Anhöhe im Dorfzentrum, an der Hauptstraße des Ortes der Fruškogorska ulica, bei der Einmündung der Straße Ulica Branka Radičevića, in die Hauptstraße. Die genaue Adresse der Kirche lautet Fruškogorska ulica Nr. 41.
In naher Nachbarschaft zur Kirche stehen, die Dorfgrundschule mit dem Denkmal für die im Zweiten Weltkrieg gefallenen jugoslawischen Partisanen, die Dorf-Post, das Kulturzentrum und das Haus der lokalen Dorfgemeinschaft.
Im umzäunten Kirchhof mit einer Steintreppe und einem Eingangstor an der Nordseite und einer befestigten Schutzwand an der Westseite, stehen neben der Kirche Sitzbänke und Bäume. Unterhalb der Kirche am Fuße der Schutzwand befinden sich der Kirchbrunnen und ein großes steinernes Kreuz.

## Geschichte

### Molovin im 18. Jahrhundert und die alte Kirche
1702 wird Molovin als kleines Dorf mit nur 17 Häusern und den Ruinen (Fundamenten) einer alten Kirche erwähnt. 1735 wurde im Dorf eine Kirche aus Holz, Flechtwerk und Lehm erbaut und dem Patronat der  Hl. Erzengel Michael und Gabriel anvertraut. Das Dorf wurde von 1738 bis 1740 von einer schweren Pestwelle heimgesucht, wobei 102 Bewohner starben.
Die erste schriftliche Erwähnung der Kirche in Molovin stammt aus dem Jahr 1750/1751. In diesem Jahr war der Dorfpriester Jovan Andrejević, der Dorfverwalter Teodor Milutinov, der Kirchenvorsteher Cvetan Belić und der Dorfvorsteher (Dorffürst) Teodor Milutinović. Der Kirchhof und der Friedhof waren eingezäunt. Das Dorf hatte damals 26 Häuser.
Am 4. August 1752 wurde die 1735 erbaute Kirche von Bischof Partenije geweiht. 1755/56 hatte das Dorf 30 Häuser, der Dorfpriester war Gavrilo Jakovljev Šumanović, der Dorfverwalter Georgije Stanisavljev, der Kirchenvorsteher Cvetan Belić und der Dorfvorsteher Pavle Petrović. Der Ort hatte weder eine Schule noch einen Lehrer. 1756 wird die Kirche im Bericht der Metropolie Karlovci erwähnt. 1766 wurde aufgezeichnet, dass das Dorf aus 32 Häusern bestehe. Die Pfarrei Molovin wurde 1771 gegründet.
Im Jahr 1774 hatte Molovin 42 Häuser und einen Priester. 1785 wurden im Ort 59 Häuser registriert, und der damalige Priester war Danilo Teodorović.

### Die heutige Kirche Hl. Erzengel Gabriel

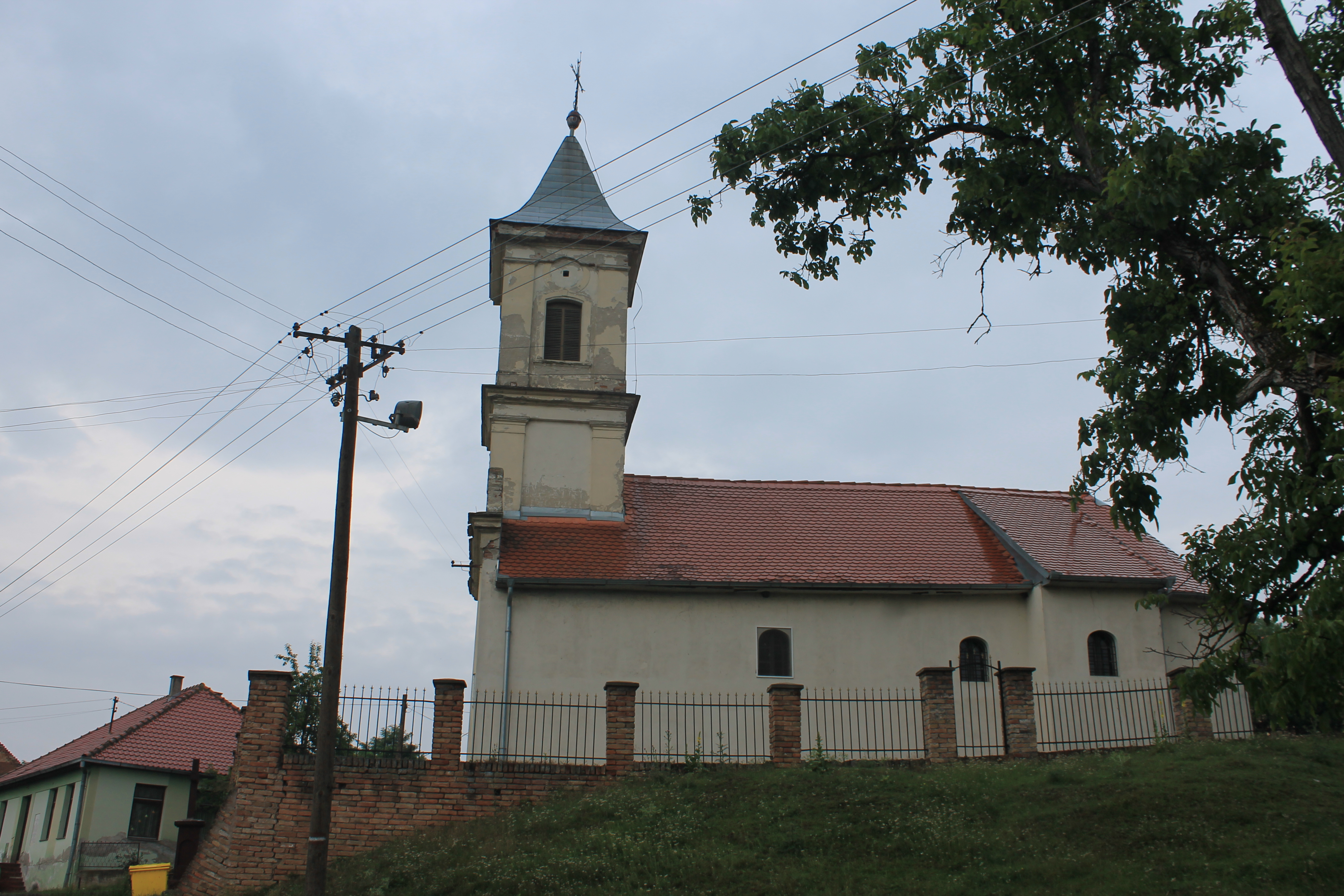
Südfassade der Kirche

1801 wurde die heutige Kirche Hl. Erzengel Gabriel am Standort der alten Kirche erbaut und vom Bischof Makarije feierlich geweiht. 1808 erwarb der damalige Pfarrpriester des Dorfes Danil Milutinović ein wertvolles Kirchenbuch.
Im Jahr 1814 wurde die Kirche bei einem durch einen Blitzeinschlag verursachten Brand zerstört. Sie wurde bald repariert und 1816 beantragte die Kirchengemeinde die Erlaubnis, in der renovierten Kirche Gottesdienste abhalten zu dürfen. Aus diesem Bittschreiben geht nicht hervor, welche Reparaturen an der Kirche durchgeführt wurden. Angesichts der Tatsache, dass der Schaden durch einen Brand verursacht wurde, kann jedoch davon ausgegangen werden, dass es sich um umfangreiche Reparaturen handelte. 1816 gilt als das Jahr in dem die Kirche größtenteils ihr heutiges Aussehen verliehen wurde. Der Kirchturm wurde damals jedoch aus Holz gebaut.
Das Jahr 1818 gilt als entscheidend für die Kirche. Damals wurde auf Ochsenkarren, die von der Pfarrei der Kirche Hl. Gregor von Nazianz aus dem Dorf Tovariševo in der Bačka, gekaufte wertvolle Ikonostase (1772 hergestellt), in das Dorf gebracht und in der Kirche aufgestellt.
Erwähnenswert ist ein Brief des orthodoxen Priesters aus Ilok vom 12. Dezember 1852, in dem er den Erzpriester von Šid über den Zustand der Kirche in Molovin informierte. Im Jahr 1853 war der hölzerne Kirchturm in einem sehr schlechten Zustand, daher wurden Materialien zum Bau eines Kirchturms aus festem Material beschafft. Es ist nicht bekannt, wann dieser neue Kirchturm fertiggestellt wurde, aber 1868 wurde der Kirchturm erneut repariert. Die Kirche hatte damals zwei kleine Glocken, daher wurde eine Kampagne zum Kauf einer neuen großen Glocke gestartet, die 1886 gekauft und geweiht wurde. Diese Kirchenglocke wurde 1812 für das Kloster Radovašnica bei der Stadt Šabac von Jovan Bota gegossen. Jovan Bota war der Kanonengießer des serbischen Anführers Karađorđe.
Nach einer bekannten örtlichen Erzählung, soll Molovin seinen Namen erhalten haben, weil die Einwohner von Molovin die Kirchglocke und die Ikonostase der Kirche mit Wein und zwei Ochsen bezahlten. Da sowohl die Kirche als auch die Schule zu dieser Zeit neu angestrichen wurden, entstand der Name Molovin aus der Kombination der Wörter „Molovanje“ (Bestreichen) und „Vino“ (Wein). Die ältesten erhaltenen Kirchenregister stammen aus dem Jahr 1896 und wurden seit 1949 wieder geführt.
1902 wurde der Kirche von Sava Mišković, eine Ikone des Hl. Johannes des Täufers, gestiftet. 1905 wird die Kirche in einem von innen und außen guten Zustand beschrieben und der damalige Pfarrpriester war Serafim Nikolić. Die Kirche besaß einen Kirchhof. Auf dem neuen serbisch-orthodoxen Friedhof im Westen des Dorfes stammt das älteste Denkmal aus dem Jahr 1875.
Die Kirche wurde am 1. August 1951 zum Kulturdenkmal erklärt. Am 3. Dezember 1990 erfolgte die Kategorisierung der Kirche und das Kirchengebäude wurde zu einem Kulturdenkmal von außerordentlicher Bedeutung erklärt. Konservierungsarbeiten an der Kirche wurden 1970, 1978–1979 und 1981–1982 durchgeführt.
In den späten 1990er und frühen 2000er Jahren erhielt das Kirchengebäude, dank Spenden von Gläubigen, ein neues Dach, neue Türen und Fenster, auf dem Kirchturm wurde das Blechdach repariert und der Altarbereich wurde erneuert. Auch 2013 wurden Reparaturen im Kircheninneren und dem Kirchenzaun durchgeführt.
Im Juni 2021 begann, mit dem Segen des Bischofs der Eparchie Srem, Vasilije, eine große Rekonstruktion der Außenflächen der Kirche. Das alte Kirchturmdach wurde entfernt und durch ein neues, mit in dunkelblau lackiertem Aluminium verkleidetes und von Handwerkern aus der Ukraine angebrachtes Dach ersetzt. Auch wurde die Fassade des Kirchturms und die Fassaden der ganzen Kirche neu in Weiß gestrichen. Auch die Patronatsikone über dem Westeingang wurde erneuert und die Kirche bekam zwei neue vergoldete Kirchenkreuze.

## Architektur

### Kirchenäußeres
Das einschiffige Kirchengebäude mit einem rechteckigen Grundriss ist in seiner Grundkonzeption im barock-klassizistischen Geist gestaltet, mit einem langgestreckten Naos, einer halbrundem Altar-Apsis im Osten, flachen Seitenchören im östlichen Kirchenschiff und einem Narthex mit einem nachträglich zugefügten Kirchturm, den ein Spitzdach krönt, im Westen, erbaut worden.
Die Kirche verfügt über fast keine Fassadendekoration, lediglich die Westfassade und der Kirchturm sind mit flachen Pilastern mit einfachen Kapitellen dekoriert. Der Hauptkircheneingang befindet sich an der Westfassade der Kirche. Auch existiert ein Nebeneingang an der Nordfassade. Über dem Westeingang ist eine Patronatsikone des Hl. Erzengel Gabriel im byzantinischen Stil angebracht. Die Kirche besitzt zwei Kirchenkreuze, eines auf der Spitze des Kirchturmes und das andere am Ostende des Naos. Im oberen Geschoss des Kirchturms befanden sich einst zu jeder Seite des Kirchturms je eine Uhr mit Mechanismus.

### Kircheninneres

#### Die wertvolle Ikonostase

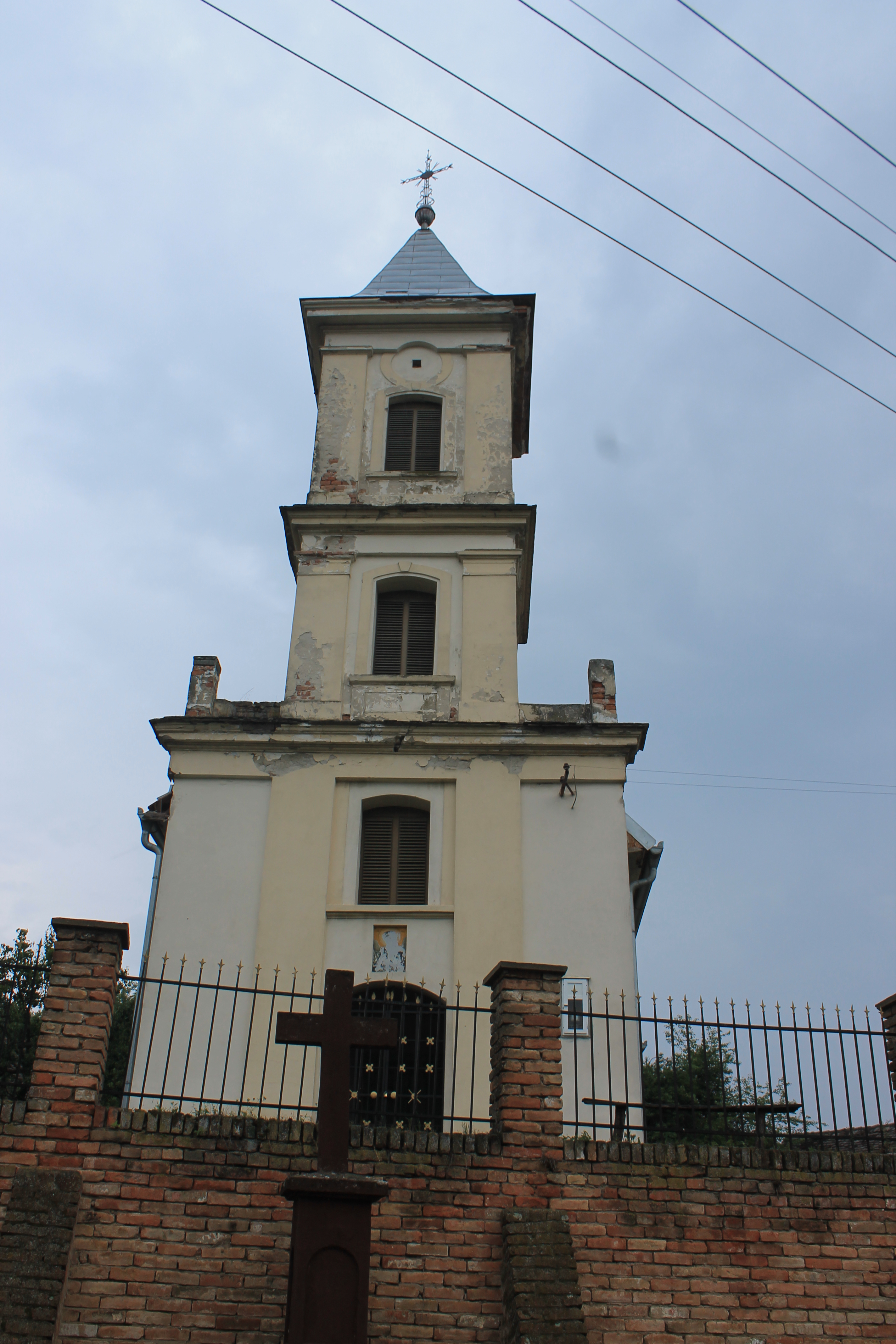
Westfassade und Steinkreuz

Den Kircheninnenraum dominiert die prächtige, reich ausgearbeitete, mehrstöckige und mehrtürige Ikonostase, die ein Kunstwerk von europäischer Bedeutung darstellt und das unter staatlichem Schutz steht.
Die virtuosen und reich verzierten Spitzenschnitzereien der Ikonostase sind die Werke einer Gruppe unbekannter Holzschnitzmeister. Es wird angenommen, dass diese aus Mazedonien oder vom Berg Athos kamen. Aufgrund der vielfältigen Ikonographie der Szenen, der Vielzahl der Figuren und des Reichtums an floralen und zoomorphen Formen ist die Ikonostase in der Molovin-Kirche eine der repräsentativsten Holzschnitzer-Leistungen der zweiten Hälfte des 18. Jahrhunderts. Der Einfluss des Südens ist in den Tierkampfszenen und den Charakteren fantastischer Kreaturen deutlich zu erkennen, die sich vor allem im Mittelteil der Ikonostase konzentrieren. Die oberen Bereiche der Ikonostase sind ruhiger und weisen raffinierte dekorative Elemente auf.
Die Ikonen der Ikonostase, die 1772 für die Kirche in Tovariševo angefertigt wurde, sind Werke der bekannten serbischen Ikonenmaler Jovan Četirević Grabovan und Georgije Četirević Grabovan, Mitgliedern einer großen Malerfamilie, die ursprünglich aus dem albanischen Qark Elbasan und der mazedonischen Stadt Ohrid herstammen. Die bescheidenen Ausmaße der Ikonostase schmälern jedoch keineswegs die Qualität der künstlerischen Bearbeitungen, die die Altartrennwand zu einem kleinen Meisterwerk machen. Die Holzschnitzereien der Ikonostase von Molovin und des Bischofsthrons, werden als besondere Leistung im Geiste des südlichen Barock betrachtet. Die Ikonostase wurde nach dem Zweiten Weltkrieg beschädigt und vor einigen Jahren wurden zwei Ikonen entwendet.
Jovan Četirević, der oft als barocker Ikonograph bezeichnet wird, hat in der Ikonostase von Molovin, seinem frühesten bekannten Werk, koloristisch ausgereifte Ikonen geschaffen mit präziser Zeichnung und sogar kühner Komposition der Figuren in der Ikonenlandschaft. Diese künstlerische Gesamtheit der Ikonen-Kompositionen lässt einen Blick auf zukünftige künstlerische Lösungen des Jovan Četirević werfen.
2024 hat, was die Ikonen und die Ikonostase der Kirche in Molovin betrifft, das Provinzinstitut für den Schutz von Kulturdenkmälern in der vorherigen Arbeitsphase die Konservierung und Restaurierung der Malschicht der Ikonen und der Täfelung abgeschlossen.
Zeitlich und stilistisch eng verwandt mit der Ikonostase von Molovin, ist die Ikonostase der Kirche Hl. Erstmärtyrer Stefan, auch bekannt als alte orthodoxe Kirche, in der Stadt Sremska Mitrovica. Im Kircheninnenraum befinden sich zudem der Bischofsthron, Kronleuchter und Chorgestühl. Das Kircheninnere ist nicht mit Wandmalereien bemalt.